# Cremastocheilus schaumi
Cremastocheilus schaumi är en skalbaggsart som beskrevs av Leconte 1853. Cremastocheilus schaumi ingår i släktet Cremastocheilus och familjen Cetoniidae. Inga underarter finns listade i Catalogue of Life.